# 500 miles d'Indianapolis 1924

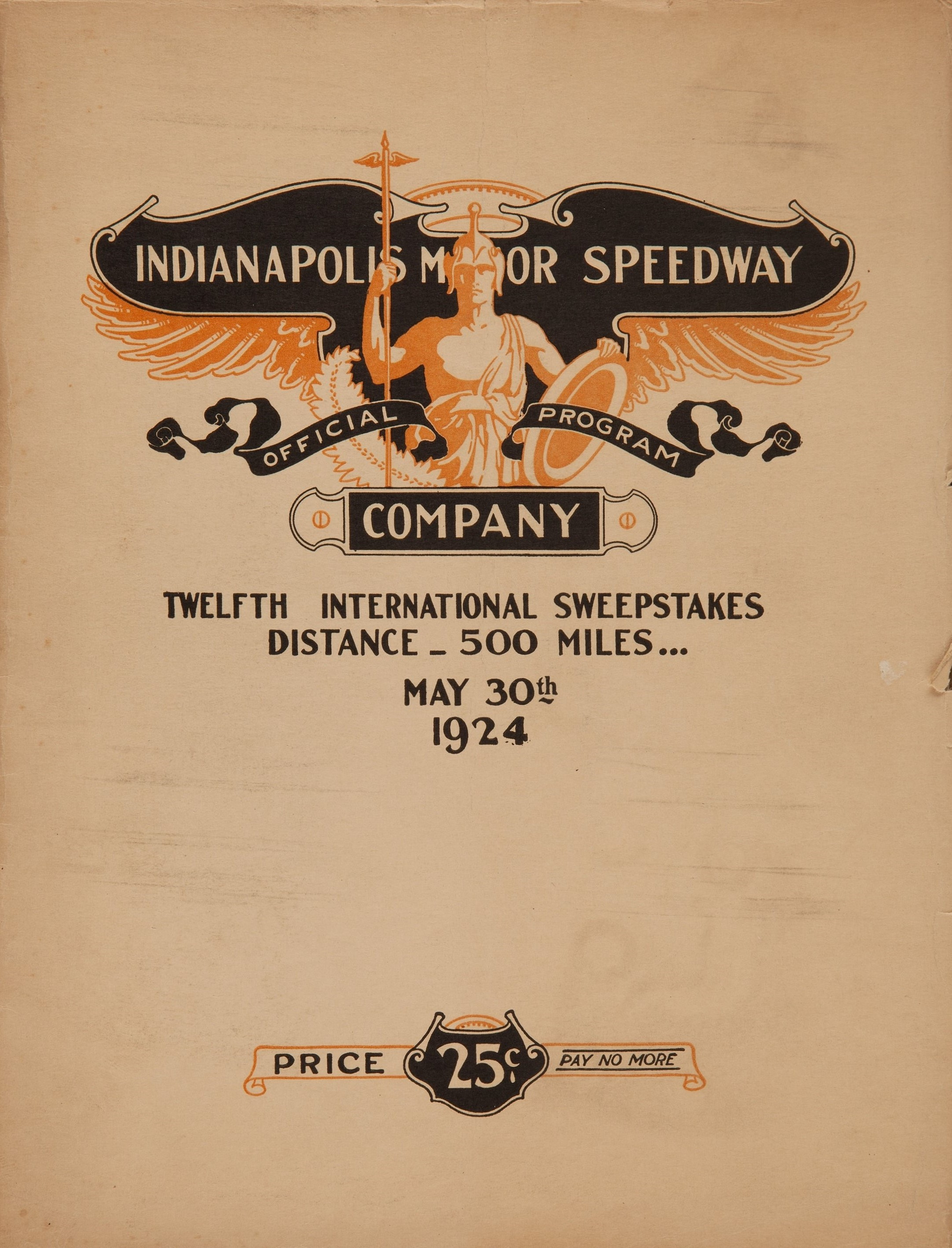
Une affiche de promotion pour la course, éditée par Indianapolis Motor Speedway, l'organisateur.

Les 500 miles d'Indianapolis 1924, courus sur l'Indianapolis Motor Speedway et organisés le vendredi 30 mai 1924, ont été remportés par les pilotes américains Lora Corum (en) et Joe Boyer sur une Duesenberg.

## Grille de départ
| Ligne | Intérieur        | Centre           | Extérieur       |
| 1     | Jimmy Murphy     | Harry Hartz      | Tommy Milton    |
| 2     | Bennett Hill     | Joe Boyer        | Earl Cooper     |
| 3     | Jules Ellingboe  | Cliff Durant     | Antoine Mourre  |
| 4     | Ernie Ansterberg | Jerry Wonderlich | Frank Elliott   |
| 5     | Pete DePaolo     | Eddie Hearne     | Ira Vail        |
| 6     | Fred Comer       | Ora Haibe        | Bob McDonogh    |
| 7     | Bill Hunt        | Alfred Moss      | Lora Corum (en) |
| 8     | Fred Harder      |                  |                 |

La pole fut réalisée par Jimmy Murphy à la moyenne de 173,857 km/h.

## Classement final
| no | Pilote                    | Voiture    | Tours | Temps/Abandon   |
| 1  | Lora Corum (en) Joe Boyer | Duesenberg | 200   | 5 h 05 min 23 s |
| 2  | Earl Cooper               | Miller     | 200   |                 |
| 3  | Jimmy Murphy              | Miller     | 200   |                 |
| 4  | Harry Hartz               | Miller     | 200   |                 |
| 5  | Bennett Hill              | Miller     | 200   |                 |
| 6  | Pete DePaolo              | Duesenberg | 200   |                 |
| 7  | Fred Comer                | Miller     | 200   |                 |
| 8  | Ira Vail                  | Miller     | 200   |                 |
| 9  | Antoine Mourre            | Miller     | 200   |                 |
| 10 | Bob McDonogh              | Miller     | 200   |                 |
| 11 | Jules Ellingboe           | Miller     | 200   |                 |
| 12 | Jerry Wonderlich          | Miller     | 200   |                 |
| 13 | Cliff Durant              | Miller     | 199   | panne d'essence |
| 14 | Bill Hunt                 | Ford       | 191   | mécanique       |
| 15 | Ora Haibe                 | Mercedes   | 182   | mécanique       |
| 16 | Alfred Moss               | Ford       | 177   | accident        |
| 17 | Fred Harder               | Ford       | 177   | mécanique       |
| 18 | Joe Boyer                 | Duesenberg | 176   | accident        |
| 19 | Eddie Hearne              | Miller     | 151   | fuite d'huile   |
| 20 | Frank Elliott             | Miller     | 149   | mécanique       |
| 21 | Tommy Milton              | Miller     | 110   | mécanique       |
| 22 | Ernie Ansterberg          | Duesenberg | 2     | accident        |

## Note
Lora Corum a été remplacé au tour 111 par Joe Boyer. Ce dernier, qui avait pris le départ sur une autre voiture a dû lui-même être remplacé. Il figure donc deux fois au classement final de l'épreuve.

## Sources
- (en) Résultats complets sur le site officiel de l'Indy 500